# Parco nazionale di Phu Quoc
Il parco nazionale di Phu Quoc (in vietnamita:Vườn quốc gia Phú Quốc) è un'area naturale protetta del Vietnam. È stato istituito nel 2001 e occupa una superficie di 31.422 ha nel Golfo della Thailandia. Il parco nazionale viene anche chiamato semplicemente Northern Phu Quoc island, Dao Phu Quoc o Phu Quoc island, poiché si sviluppa nella parte nord-occidentale della maggiore delle 14 isole dell'arcipelago: l'isola di Phú Quốc, a vocazione turistica. All'interno del parco vivono alcuni gibboni dal berretto (Hylobates pileatus) .
Le coordinate del parco nazionale di Phu Quoc sono: da 10°12' a 10°27' N, e da 103°50' a 104°05'E.